# دایدو (خواننده)
فلورین کلاود دی بانیویل آرمسترانگ (به انگلیسی: Florian Cloud de Bounevialle Armstrong)، (زادهٔ ۲۵ دسامبر ۱۹۷۱)، که با نام حرفه‌ای دایدو (به انگلیسی: Dido) شناخته می‌شود، خوانندهٔ انگلیسی برندهٔ جایزهٔ بریت و نامزد جایزهٔ گرمی و آهنگ‌سازی است که تحت نامی که مادرش در کودکی به او داد فعالیت می‌کند.

## زندگی‌نامه
مادر دایدو، کلر، یک شاعر فرانسوی و پدرش، ویلیام اُمَلی آرمسترانگ، ناشر ایرلندی و مدیر عامل سابق Sidgwick & Jackson بود.
او که به طور غیررسمی و به خاطر ملکهٔ افسانه‌ای قرطاجنه نام دایدو را گرفته بود، در مدارس ابتدایی تورن‌هیل، مدرسه شهر لندن برای دختران و مدرسه وستمینستر آموزش دید. به دلیل این‌که او در روز کریسمس متولد شده بود، ترجیحاً به پیروی از ملکهٔ بریتانیا در ۲۵ ژوئن، روز جشن تولد رسمی ملکهٔ انگلیس را جشن می‌گرفت.
بعد از این‌که او در سن پنج‌سالگی یک دستگاه ضبط صوت را از مدرسه ربود، والدین‌اش او را در مدرسه موسیقی گیلدهال در لندن انگلیس ثبت‌نام کردند. هنگامی که به سنین نوجوانی رسید، دایدو یاد گرفته بود که پیانو، رکوردر و ویولن را بنوازد. بعد از دوران نوجوانی‌اش و در زمانی که به عنوان یک وکیل ادبی کار می‌کرد، در برکبک، دانشگاه لندن به مطالعهٔ علم حقوق پرداخت؛ با این وجود او هیچ‌گاه این دوره را به پایان نبرد، و به جای آن تصمیم گرفت که به صورت تمام‌وقت، به موسیقی بپردازد. بعد از آموختن گیتار، دایدو توانایی‌هایش را در تور زندگی اجاره‌ای در سال ۲۰۰۴ به حاضران نشان داد.

## آثار اولیه
در سال ۱۹۹۵، دایدو شروع به ضبط آهنگ‌های نمایشی کرد که همگی در مجموعه‌ای با نام Odds & Ends قرار گرفتند و به وسیلهٔ مدیریت نت‌ورک عرضه شدند. نت‌ورک، پس از همکاری‌های دایدو با فیتلس (دایدو به طور مشترک آهنگ‌ها را نوشت و آوازها را برای ترانه‌های آلبوم فراهم آورد، مانند «Flowerstand Man» و «Hem of His Garment») و اجرای رقص UK که به وسیلهٔ برادرش هدایت می‌شد مورد توجه آن‌ها قرار گرفت و با او قراردادی را امضا کردند. این مجموعه در سال ۱۹۹۵به وسیلهٔ نت‌ورک روی سی‌دی عرضه شد و شامل ترکیبی از محصول‌های تمام‌شده و نسخه‌های نمایشی بود که بعداً آن‌ها را برای عرضهٔ آلبوم نخستین‌اش، فرشته نیستم (No Angel) منتشر شده در سال ۱۹۹۹ مورد توجه قرار داد. Odds & Ends موجب شد که دایدو مورد توجه آریستا رکوردز قرار گیرد و با او در ایالات متحده قراردادی را امضا کنند و با کمپانی ناشر برادرش، چیکی رکوردز موافقت‌نامه‌ای را برقرار کنند که مجدداً با او قرارداد برقرار کنند. یکی از ترانه‌هایی که در Odds & Ends وجود داشت، «Take My Hand» در همهٔ نسخه‌های فرشته نیستم به عنوان یک ترانهٔ اضافی قرار گرفت؛ «Sweet Eyed Baby» ریمیکس شد و به «Don't Think of Me» تغییر نام داد، درصورتی که "Worthless" و "Me" به طور اختصاصی تنها در نسخهٔ ژاپنی عرضه شدند.

## زندگی شخصی
به محض انتشار آلبوم فرشته نیستم در سال ۱۹۹۹، بعد از ترویج این آلبوم، دایدو از نامزد خود که باب پیج نام داشت پس از هفت سال رابطه جدا شد.
دایدو از طرفداران تیم آرسنال است و به طور منظم در هنگام بچگی با پدرش به دیدن مسابقات این تیم می‌رفت.
دایدو در فوریه سال ۲۰۱۱ در وب سایت خودش اعلام کرد که او و همسرش رهان در انتظار بچه هستند.

## جوایز و نامزدی‌ها
| سال  | جایزه                                                              | رده                                            | نامزد                         | نتیجه    |
| ---- | ------------------------------------------------------------------ | ---------------------------------------------- | ----------------------------- | -------- |
| ۲۰۰۱ | جوایز بلاکباستر                                                    | هنرمند جدید محبوب زن                           |                               | نامزدشده |
| ۲۰۰۱ | فدراسیون بین‌المللی صنعت فونوگرافی Hong Kong Top Sales Music Awards | ۱۰ آلبوم پرفروش خارجی                          | فرشته نیستم                   | برنده    |
| ۲۰۰۲ | انجمن آهنگسازان، پدیدآوران و ناشران آمریکا                         | ترانه‌ی سال                                     | "Thank You"                   | برنده    |
| ۲۰۰۲ | NRJ Awards                                                         | بهترین هنرمند جدید                             |                               | برنده    |
| ۲۰۰۲ | NRJ Awards                                                         | بهترین آلبوم                                   | فرشته نیستم                   | برنده    |
| ۲۰۰۲ | جایزه موسیقی جهان                                                  | World's Best-Selling British Artist            |                               | برنده    |
| ۲۰۰۲ | جایزه موسیقی جهان                                                  | World's Best-Selling Pop Female Artist         |                               | برنده    |
| ۲۰۰۲ | جایزه موسیقی جهان                                                  | World's Best-Selling Adult Contemporary Artist |                               | برنده    |
| ۲۰۰۲ | Meteor Ireland Music Awards                                        | Best International Female                      |                               | نامزدشده |
| ۲۰۰۲ | جایزه تمشک طلایی                                                   | بدترین موسیقی اصلی                             | دختر نیستم، هنوز زن هم نشده‌ام | برنده    |
| ۲۰۰۳ | جایزه موسیقی جهان                                                  | بهترین هنرمند پاپ/راک زن بریتانیا              |                               | نامزدشده |
| ۲۰۰۳ | فدراسیون بین‌المللی صنعت فونوگرافی Hong Kong Top Sales Music Awards | Top 10 Best Selling Foreign Albums             | زندگی برای اجاره              | برنده    |
| ۲۰۰۴ | جوایز آیور نوولو                                                   | International Hit of the Year                  | پرچم سفید                     | برنده    |
| ۲۰۰۴ | جوایز آیور نوولو                                                   | Best Song Musically and Lyrically              | پرچم سفید                     | نامزدشده |
| ۲۰۰۴ | جایزه گرمی                                                         | Best Female Pop Vocal Performance              | پرچم سفید                     | نامزدشده |
| ۲۰۰۴ | جوایز موسیقی ام‌تی‌وی اروپا                                          | Best Album                                     | زندگی برای اجاره              | نامزدشده |
| ۲۰۰۴ | NRJ Awards                                                         | Best International Artist                      |                               | برنده    |
| ۲۰۰۴ | NRJ Awards                                                         | بهترین آلبوم                                   | زندگی برای اجاره              | برنده    |
| ۲۰۰۴ | جایزه موسیقی جهان                                                  | پرفروشترین هنرمند بریتانیا                     |                               | برنده    |
| ۲۰۰۵ | International Dance Music Awards                                   | بهترین رقص خواننده                             |                               | نامزدشده |
| ۲۰۰۵ | The Groovevolt Music and Fashion Awards                            | بهترین آلبوم زن                                | زندگی برای اجاره              | نامزدشده |
| ۲۰۰۷ | انجمن آهنگسازان، پدیدآوران و ناشران آمریکا UK Award                | ASCAP                                          |                               | برنده    |
| ۲۰۱۰ | انجمن آهنگسازان، پدیدآوران و ناشران آمریکا UK Award                | ترانه‌سرای سال                                  |                               | برنده    |
| ۲۰۱۰ | جایزه گرمی                                                         | Best Engineered Album, Non-Classical           | سفر امن به خانه               | نامزدشده |
| ۲۰۱۰ | شانزدهمین جوایز سالانه منتقدین سینمایی                             | Best Song                                      | "If I Rise"                   | برنده    |
| ۲۰۱۰ | Houston Film Critics Society Awards 2010                           | بهترین موسیقی اصلی                             | "If I Rise"                   | نامزدشده |
| ۲۰۱۰ | Las Vegas Film Critics Society Awards 2010                         | Best Song                                      | "If I Rise"                   | نامزدشده |
| ۲۰۱۰ | Satellite Awards 2010                                              | Best Original Song                             | "If I Rise"                   | نامزدشده |
| ۲۰۱۰ | هشتاد و سومین دوره جوایز اسکار                                     | جایزه اسکار بهترین ترانه                       | "If I Rise"                   | نامزدشده |
| ۲۰۱۰ | Denver Film Critics Society Award ۲۰۱۰                             | بهترین ترانه                                   | "If I Rise"                   | برنده    |

جایزه بریت
| سال  | جایزه               | نامزد                     | نتیجه    |
| ---- | ------------------- | ------------------------- | -------- |
| ۲۰۰۱ | دایدو               | بهترین هنرمند زن بریتانیا | نامزدشده |
| ۲۰۰۲ | Dido                | بهترین هنرمند زن بریتانیا | برنده    |
| ۲۰۰۲ | فرشته نیستم         | بهترین آلبوم بریتانیا     | برنده    |
| ۲۰۰۲ | ازت ممنونم          | بهترین ویدیوی بریتانیا    | نامزدشده |
| ۲۰۰۴ | Dido                | بهترین هنرمند زن بریتانیا | برنده    |
| ۲۰۰۴ | "پرچم سفید (ترانه)" | بهترین تک‌آهنگ بریتانیا    | برنده    |
| ۲۰۰۴ | زندگی برای اجاره    | مسترکارت آلبوم بریتانیا   | نامزدشده |
| ۲۰۱۰ | فرشته نیستم         | BRITs Album of 30 Years   | نامزدشده |

جایزه موزیک ویدئوی ام‌تی‌وی
| سال  | جایزه                 | نامزد                                      | نتیجه    |
| ---- | --------------------- | ------------------------------------------ | -------- |
| ۲۰۰۱ | ازت ممنونم            | بهترین موزیک ویدیوی زن                     | نامزدشده |
| ۲۰۰۱ | استن (به همراه امینم) | جایزه ام‌تی‌وی برای نماهنگ سال               | نامزدشده |
| ۲۰۰۱ | استن (به همراه امینم) | بهترین موزیک ویدیوی رپ                     | نامزدشده |
| ۲۰۰۱ | استن (به همراه امینم) | جایزه‌ی ام‌تی‌وی برای بهترین موزیک ویدیوی مرد | نامزدشده |
| ۲۰۰۱ | استن (به همراه امینم) | بهترین کارگردانی ویدیو                     | نامزدشده |
| ۲۰۰۱ | استن (به همراه امینم) | بهترین سینماتوگرافی                        | نامزدشده |

جوایز موسیقی ام‌تی‌وی اروپا
| سال  | جایزه          | نامزد         | نتیجه    |
| ---- | -------------- | ------------- | -------- |
| ۲۰۰۱ | دایدو          | بهترین خلاقیت | برنده    |
| ۲۰۰۱ | دایدو          | بهترین زن     | نامزدشده |
| ۲۰۰۱ | فرشته نیستم    | بهترین آلبوم  | نامزدشده |
| ۲۰۰۱ | "استن (ترانه)" | بهترین ترانه  | نامزدشده |

## آلبوم ها
- فرشته نیستم (۱۹۹۹)
- زندگی برای اجاره (۲۰۰۳)
- سفر امن به خانه (۲۰۰۸)
- دختری که ول کرد و رفت (۲۰۱۳)
- هنوز در ذهنم است (۲۰۱۹)